# ام‌اس‌ای برماگی
ام‌اس‌ای برماگی (به انگلیسی: MSA Bermagui) یک کشتی است که طول آن ۱۹٫۹ متر (۶۵ فوت) می‌باشد.